# Rotační číselnice

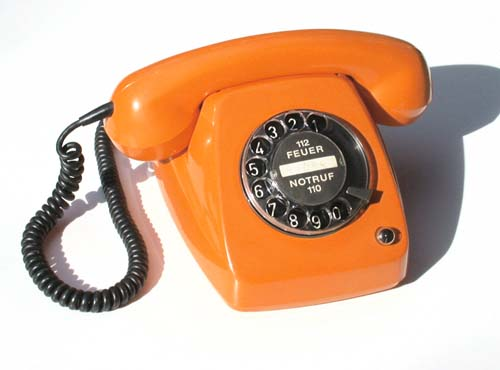
Německý telefonní přístroj Fe TAp 615, (R&g) s rotační číselnicí používaný v 60.-80. letech 20. století

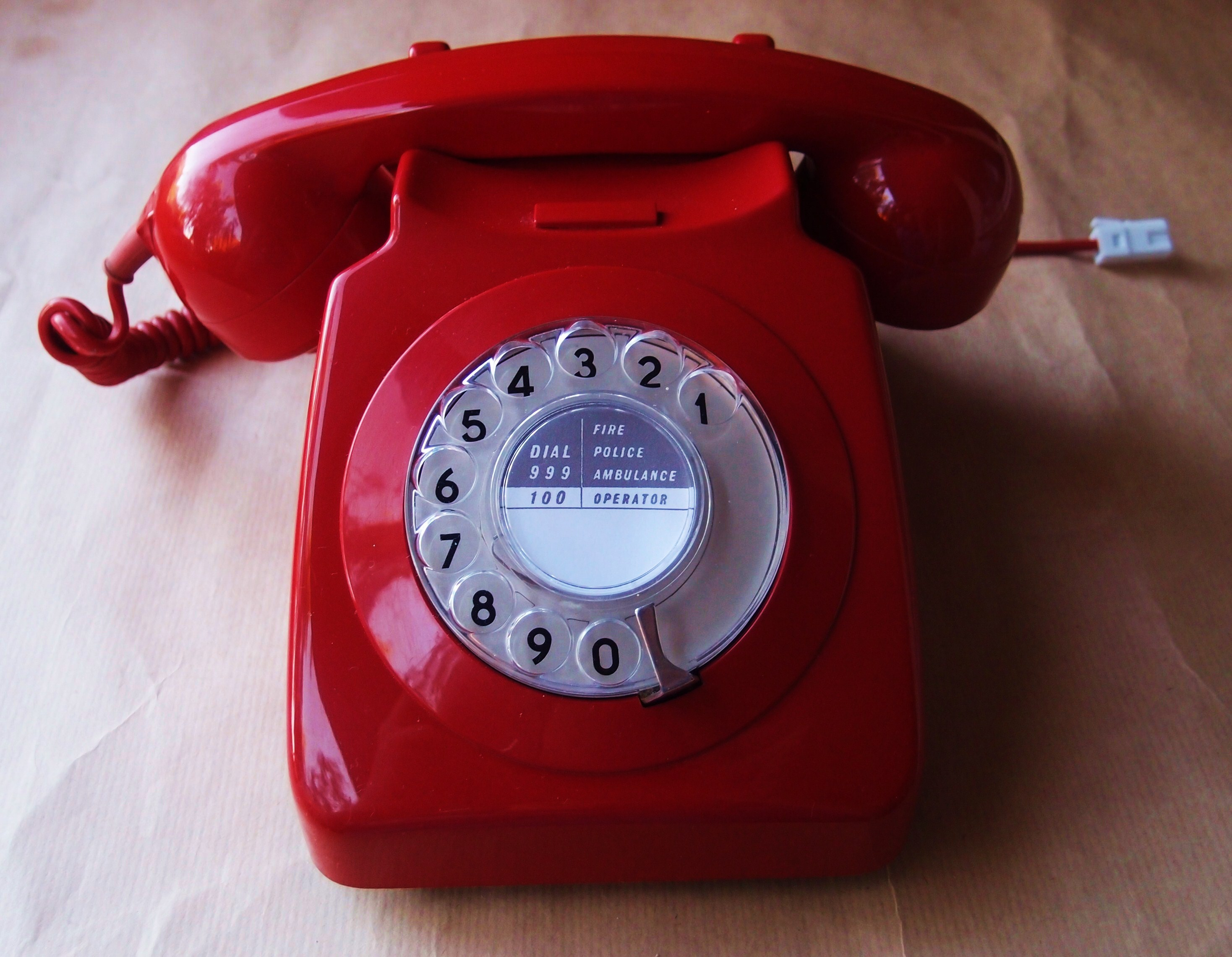
Britský telefonní přístroj GPO 746 používaný od konce 60. let do 80. let 20. století

Rotační číselnice je součást starších telefonních přístrojů a veřejných telefonních automatů, která umožňuje volbu telefonního čísla v systémech s pulzní signalizací. Za jejího vynálezce je považován Almon Brown Strowger, jehož patentová přihláška podaná 21. prosince 1891 byla přijata jako U.S. patent #486,909 dne 29. listopadu 1892.
Klasická rotační číselnice byla mechanické zařízení s jedním kontaktem. V klidu a v průběhu natahování zvoleného čísla byl kontakt sepnutý. Zpětný pohyb číselnice byl umožněn pérem a odstředivou brzdou. Výsledkem byl zpětný pohyb číselnice konstantní rychlostí a současně rozpojování kontaktu s frekvencí cca 10 Hz. Číslici 1 odpovídalo 1 přerušení obvodu, číslici 9 odpovídalo devět impulzů a číslici 0 pak deset impulzů. Na konci zpětného pohybu byla mrtvá doba, za kterou se nevyslaly další 2 impluzy. Ta sloužila k tomu, aby telefonní ústředna měla čas k provedení dalších úkonů (zpravidla nalezení volných dalších stupňů pro zpracování volby). Rotační číselnice byla ve skutečnosti konstruovaná jako 12impulzová, ale poslední dva neodesílala.[zdroj⁠?!] Neodeslané 2 impulzy byly časovou prodlevou, za kterou daný stupeň (čtvercový volič) telefonní ústředny našel výstup na její další volný stupeň (další čtvercový volič).
Později se objevily tlačítkové impulzní číselnice realizované elektronickými obvody. Ty však byly brzy překonány tlačítkovými číselnicemi s tónovou volbou. Jejich předností byla značné zkrácení doby potřebné na odeslání telefonního čísla. Devítimístné číslo lze pomocí impulzní volby odeslat v průměru za 5,4 sec a dalších min. 5,4 sec je potřeba k manuálnímu natahování číselnice. Tónovou volbou lze devítimístné číslo odeslat za 1 až 2 sec, zhruba desetkrát rychleji.
Moderní verze rotační číselnice s dírkami pro prst byla představena v roce 1904 ve firmě Bell System, ale používat se začala až v roce 1919. Na dlouhou dobu se pak stala nedílnou součástí telefonních přístrojů dokud nebyla v souvislosti s přechodem na tónovou volbu nahrazena tlačítkovou číselnicí, která byla představena na světové výstavě v Seattlu v roce 1962.